# Eochaid mac Muiredaig Muinderg
Eachaid mac Muiredaig Muinderg  (m. 509) fue rey de Ulaid del Dál Fiatach. Era hijo de Muiredach Muinderg mac Forggo (m. 489). La fecha de su muerte la los Anales de Tigernach en 509, que le otorga un reinado de 489–509.
En el periodo inmediatamente posterior a la destrucción de Emain Macha después de 450, Ulidia experimentó una recuperación en la que los Dal Fiatach emergieron como nuevos señores con su padre Muiredach como primer rey histórico. La sede más antigua de este poder parece haber estado situada en el Condado de Louth en Ochtar Cuillche (Colland) en Collon, al sur de Ardee y se cree que sus descendientes se repartieron estos territorios a comienzos del siglo VI. En 496/498 los anales recuerdan el asalto de  Dún Lethglaise (Downpatrick, Condado de Down) lo que puede ser conectado con el ascenso de los Dal Fiatach.
La Vida Tripartita cuenta que San Patricio maldijo a los descendientes de Eachaid y dio su bendición a los descendientes de su hermano Cairell mac Muiredaig Muinderg (m. 532). Este se debió a que Eachaid hizo ahogar a dos vírgenes que querían servir a Dios. La mujer embarzada de Eachaid se echó en los pies del santo y recibió el bautismo para librar a su hijo de la maldición. Los descendientes de Cairell monopolizaron el trono.